# Serafino (indumento)
La maglia serafino è un capo di abbigliamento.

## Descrizione
Il serafino – Henley shirt in inglese – è un tipo di maglia di cotone o lana solitamente a maniche lunghe, contraddistinto da scollo arrotondato e chiusura sul davanti con tre bottoncini. 
Storicamente deriva dalla maglieria intima maschile in uso nell'Ottocento.
La diffusione di questo nome è dovuta al film del 1968 Serafino diretto da Pietro Germi con protagonista Adriano Celentano.